# Orchesia multisignata
Orchesia multisignata là một loài bọ cánh cứng trong họ Melandryidae. Loài này được Pic mô tả khoa học năm 1953.